# Javier Atutxa
Javier Atutxa Olabarri (Getxo, 26 de desembre de 1937 - Bilbao, 7 d'agost de 2013) va ser un polític basc. Va fer tota la seva carrera al Partit Nacionalista Basc.
Entre 1988-1992 i 1996-2000 va ocupar la presidència de la BBB, i després també a la direcció de l'EBB. La filla d'Itxaso Atutxa és la presidenta de BBB. De professió era capità de marina mercant.